# 托馬
托马（Thoma）是托马斯（Thomas）一词的变种，源自亞拉姆語 t'om'a，意为“双胞胎”, 托马可能是指：

## 人物
- Antonius von Thoma（英语：Antonius von Thoma）（1829–1897），德国罗马天主教大主教
- Annette Thoma（英语：Annette Thoma）（1886-1974），德国作曲家
- Busso Thoma（英语：Busso Thoma）（1899–1945），德国陆军军官；因7月20日参与刺杀希特勒未遂被绞死
- Dan J. Thoma（英语：Dan J. Thoma） （1963-），美国冶金学家、教授
- 迪特尔·托马（1969-）, 德国跳台滑雪运动员
- 格奥尔格·托马（1937-）, 德国滑雪运动员
- Godfrey Thoma（英语：Godfrey Thoma）（1957-），瑙鲁政治家
- Hans Thoma（英语：Hans Thoma）（1839–1924），德国艺术家
- Heini Thoma（英语：Heini Thoma）（1900-？）, 瑞士赛艇运动员
- Ludwig Thoma（英语：Ludwig Thoma）（1867–1921）德国作家、编辑、出版人
- Maralyn Thoma（英语：Maralyn Thoma），美国肥皂剧电视编剧
- 托马 (学者)（英语：Thoma (scholar)）（？-1127），作家、学者
- Wilhelm Ritter von Thoma（英语：Wilhelm Ritter von Thoma）（1891–1948）, 德国军官

## 媒体
- 托马 (原神)，《原神》中的可玩角色
- 托玛·阿凡尼尔，《魔法戰記奈葉Force》中的主角

## 科学
- 5492 Thoma，围绕太阳公转的小行星

|  | 本页或本分段罗列了姓氏为「Thoma」的人物。 如果是一个指代特定个人的内链将您引导到本页，請考慮修正該人物的名字以將链接指向正確的條目。 |